# Codona
Codona fue una banda estadounidense de música de jazz y world music. 
El grupo sólo editó tres discos autotitulados para el sello ECM en los años 1978, 1980 y 1982. El trío estaba formado por Don Cherry (trompeta, Melódica, flauta, etc.), Collin Walcott (sitar, dulcimer, sarod, tabla, Timbales, etc.) y Naná Vasconcelos (instrumentos de percusión). El nombre del grupo proviene de las dos primeras letras de cada uno de los tres músicos.

## Discografía
- 1978: Codona (ECM 1132)[5]
- 1980: Codona 2 (ECM 1177)[6]
- 1982: Codona 3 (ECM 1243)[7]
- 2009: The Codona Trilogy (ECM 2033-35). Reedición de los tres discos en un estuche.